# David Stockdale
David Adam Stockdale (ur. 20 września 1985) – angielski piłkarz występujący na pozycji bramkarza w Birmingham City.

## Kariera
Karierę rozpoczął w drużynie York City. Trafił do niej w 2003 roku, gdzie grał przez 3 lata. W tej drużynie rozegrał 24 spotkania w lidze. W 2005 roku został wypożyczony do Wakefield-Emley. Rok później trafił na wypożyczenie do Worksop Town. W 2006 roku podpisał kontrakt z Darlington. W barwach tej drużyny rozegrał 47 spotkań przez 2 sezony i był podstawowym zawodnikiem. W kwietniu 2008 roku podpisał kontrakt z Fulham FC. Szybko został zgodę na wypożyczenie do Rotherham United. 13 września 2009 roku Stockdale doczekał się debiutu w Fulham. Jego drużyna wygrała 2-1 z Evertonem. 29 grudnia przedłużył kontrakt z klubem do 2013 roku. 22 stycznia został wypożyczony do Plymouth Argyle. Zagrał tam w 21 meczach. W sezonie 2010/11 pod nieobecność pierwszego bramkarza drużyny Marka Schwarzera, Stockdale rozegrał 10 spotkań w Premier League. 26 lipca 2011 udał się na wypożyczenie do Ipswich Town. W sezonie 2013/14 powrócił do bramki "The Cottagers". Zagrał w 19 meczach pod nieobecność Maartena Stekelenburga, który był często kontuzjowany. Nie pomógł w utrzymaniu się Fulham w najwyższej klasie rozgrywkowej w Anglii.